# Harry Fielder
Harry Fielder (Londra, 26 aprile 1940 – 6 febbraio 2021) è stato un attore britannico.

## Biografia
Nato a Islington, Londra nel 1940,  lavorò in molti film e serie televisive britanniche negli anni sessanta e settanta. Apparve anche in molti film statunitensi, le cui riprese si svolgevano in Gran Bretagna, tra cui Oliver! (1968), Guerre stellari (1977), McVicar (1980) e Highlander - L'ultimo immortale (1986).
Tra le sue apparizioni televisive, quelle nelle serie Doctor Who, Blake's 7, Eddie Shoestring, detective privato, L'ispettore Regan, Minder e I Professionals.
Ha co-presentato il programma CBTV Channel 14, interpretando la guardia di sicurezza Harry.
Nel 2012 pubblicò la sua autobiografia.

## Filmografia

### Film
- L'astronave degli esseri perduti (Quatermass and the Pit), regia di Roy Ward Baker (1967)
- Oliver!, regia di Carol Reed (1968)
- Cromwell, regia di Ken Hughes (1970)
- Il terrore di Londra (Trog), regia di Freddie Francis (1970)
- Carry on Abroad, regia di Gerald Thomas (1972)
- Munity on the Buses, regia di Harry Booth (1972)
- Holiday infine Buses, regia di Bryan Izzard (1973)
- Guerre stellari (Star Wars), regia di George Lucas (1977)
- I 39 scalini (The Thirty Nine Steps), regia di Don Sharp (1978)
- Superman, regia di Richard Donner (1978)
- McVicar, regia di Tom Clegg (1980)
- Superman II, regia di Richard Lester (1980)
- I predatori dell'arca perduta (Raiders of the Lost Ark), regia di Steven Spielberg (1981)
- Top Secret!, regia di Zucker-Abrahams-Zucker (1984)
- Highlander - L'ultimo immortale (Highlander), regia di Russel Mulcahy (1986)

### Televisione
- Z Cars – serie TV, 8 episodi (1967-1977)
- Spazio 1999 (Space: 1999) – serie TV, 7 episodi (1976-1977)
- Eddie Shoestring, detective privato (Shoestring) – serie TV, episodi 1x04-1x09 (1979)
- I Professionals (The Professionals) – serie TV, episodi 2x05-4x03 (1978-1980)
- Blake's 7 – serie TV, 10 episodi (1978-1981)
- Doctor Who – serie TV, 16 episodi (1967-1982)
- Minder – serie TV, episodi 1x04-2x06-3x06 (1979-1982)
- EastEnders – serie TV, 3 episodi (1985-1995)